# Oroxylum indicum
Oroxylum indicum ist die einzige Art der Pflanzengattung Oroxylum innerhalb der Familie der Trompetenbaumgewächse (Bignoniaceae). Sie ist in Indien, Nepal bis nach Südchina und im nördlicheren Südostasien verbreitet.

## Beschreibung

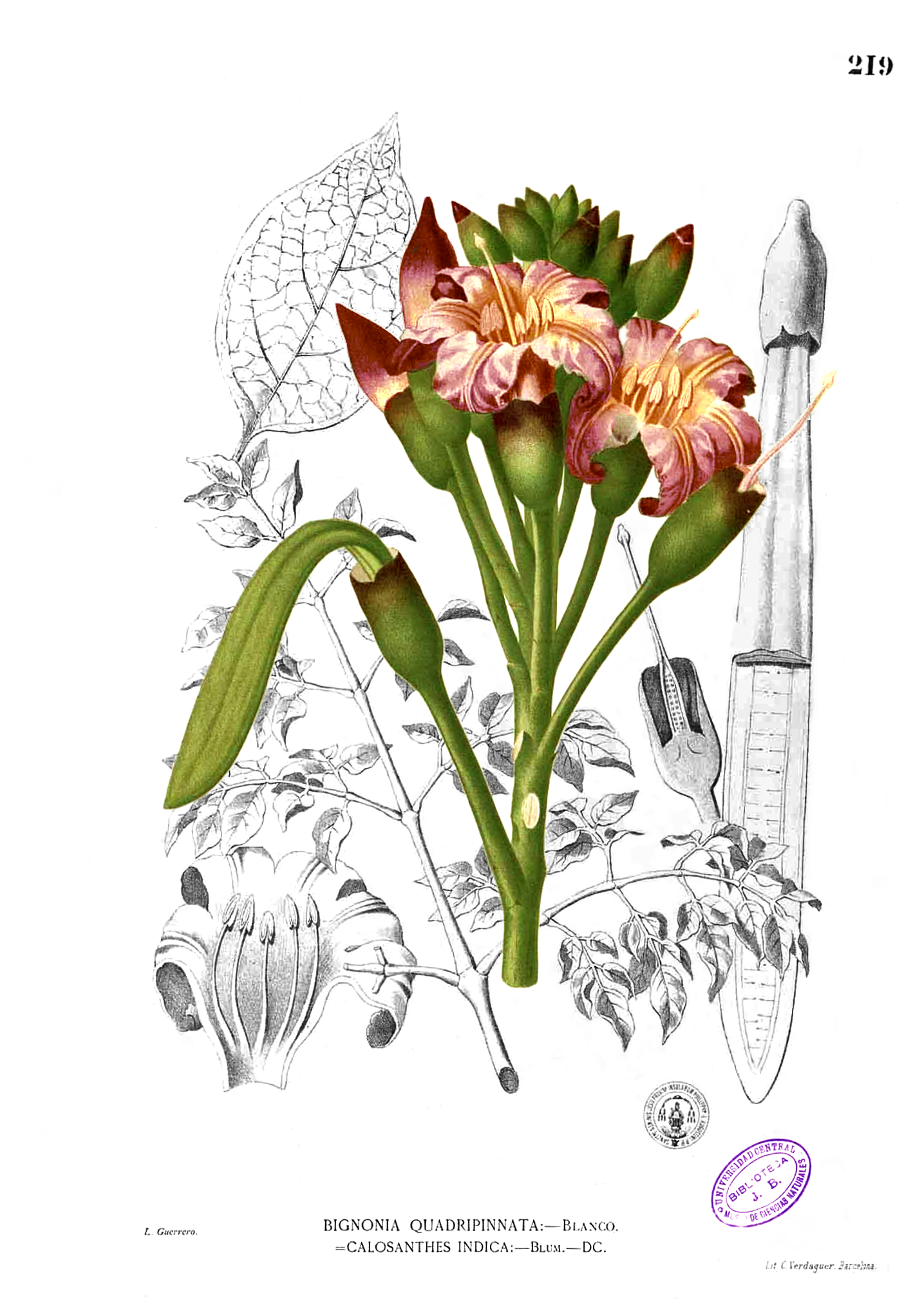
Illustration

### Vegetative Merkmale
Oroxylum indicum wächst als halbimmergrüner und schnellwüchsiger Baum bis etwa 13–18 Meter hoch. Der Stammdurchmesser erreicht etwa 40 Zentimeter. Die Borke ist bräunlich-grau bis gräulich.
Die gegenständigen, gestielten und langen Laubblätter an den Zweigenden sind meist doppelt unpaarig gefiedert, seltener dreifach, mit 3–9 Blättchen an jeder sekundären Rhachis. Die Blätter sind mit Blattstiel etwa 70–160 Zentimeter lang, mit geschwollenen Knoten vor allem an der Hauptrhachis. Die ganzrandigen und gestielten, spitzen bis zugespitzten oder bespitzten bis geschwänzten, leicht ledrigen, kahlen Blättchen sind eiförmig bis verkehrt-eiförmig. Sie sind bis 13–15 Zentimeter lang und bis 9–10 Zentimeter breit. Die Blättchenbasis ist spitz bis abgerundet oder leicht herzförmig. Die Nebenblätter fehlen.

### Generative Merkmale
Es werden endständige, aufrechte und dichte, langstielige, vielblütige traubige Blütenstände mit dicker Rhachis gebildet. Die weißlichen oder cremefarbenen bis gelblichen, rötlich-purpurnen und gestielten, unangenehm duftenden, fünfzähligen, sehr großen, zwittrigen Blüten besitzen eine doppelte Blütenhülle. Der dicke Blütenstiel ist bis 6–7 Zentimeter lang. Der Kelch sitzt mit einem „Gelenk“ am Blütenstiel. Die grünen, rötlich-purpurnen, ledrigen und kahlen, etwa 2,5–4 Zentimeter langen Kelchblätter sind röhrig verwachsen, mit sehr kleinen bis minimalen Lappen, Zipfeln. Die glockenförmige, zweilippige Krone mit weitem Rachen und kürzeren, zurückgelegten, rippigen, rüschigen, rundlichen, leicht feinhaarigen Lappen ist bis 6–10 Zentimeter lang. Die 5 Staubblätter, mit an der Basis behaarten Staubfäden, sind mittig in der Kronröhre angeheftet und knapp vorstehend bis eingeschlossen. Der längliche und zweikammerige Fruchtknoten ist oberständig mit einem langen, leicht vorstehenden Griffel und zweilappiger Narbe. Es ist ein fleischiger Diskus vorhanden. Die Blüten blühen am späten Abend nur wenige Stunden und werden von Fledermäusen bestäubt, danach wird die Krone abgeworfen.
Es werden flache, bis 50–110 Zentimeter lange und 5–10 Zentimeter breite, schmale, kurz geflügelte und holzige, bräunliche, kahle, lineal-lanzettliche, schwertförmige, vielsamige sowie kurz bespitzte Kapselfrüchte gebildet. Die vielen (150–300) beigen und flachen Samen sind halbkreisförmig geflügelt. Sie sind mit Flügel etwa 5–8 Zentimeter lang. Der papierige und weißliche Flügel ist dünn, fein und durchscheinend.
Die Chromosomenzahl beträgt 2n = 28.

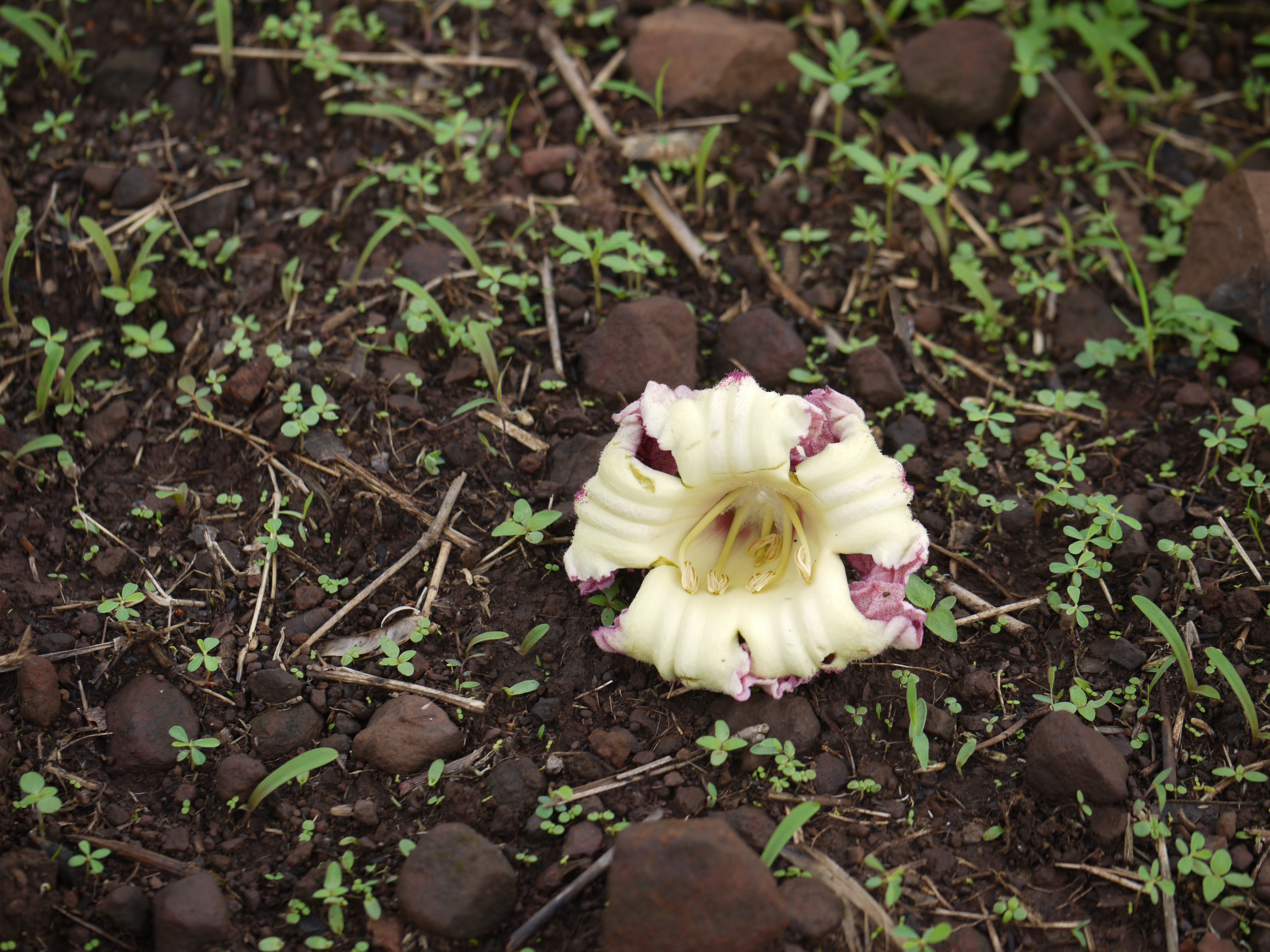
Abgeworfene Krone
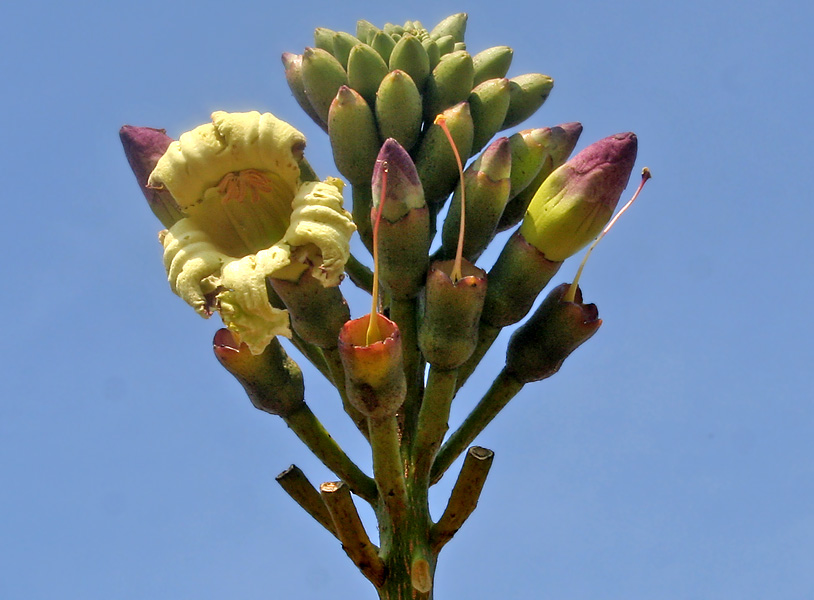
Blütenstand und Blüten
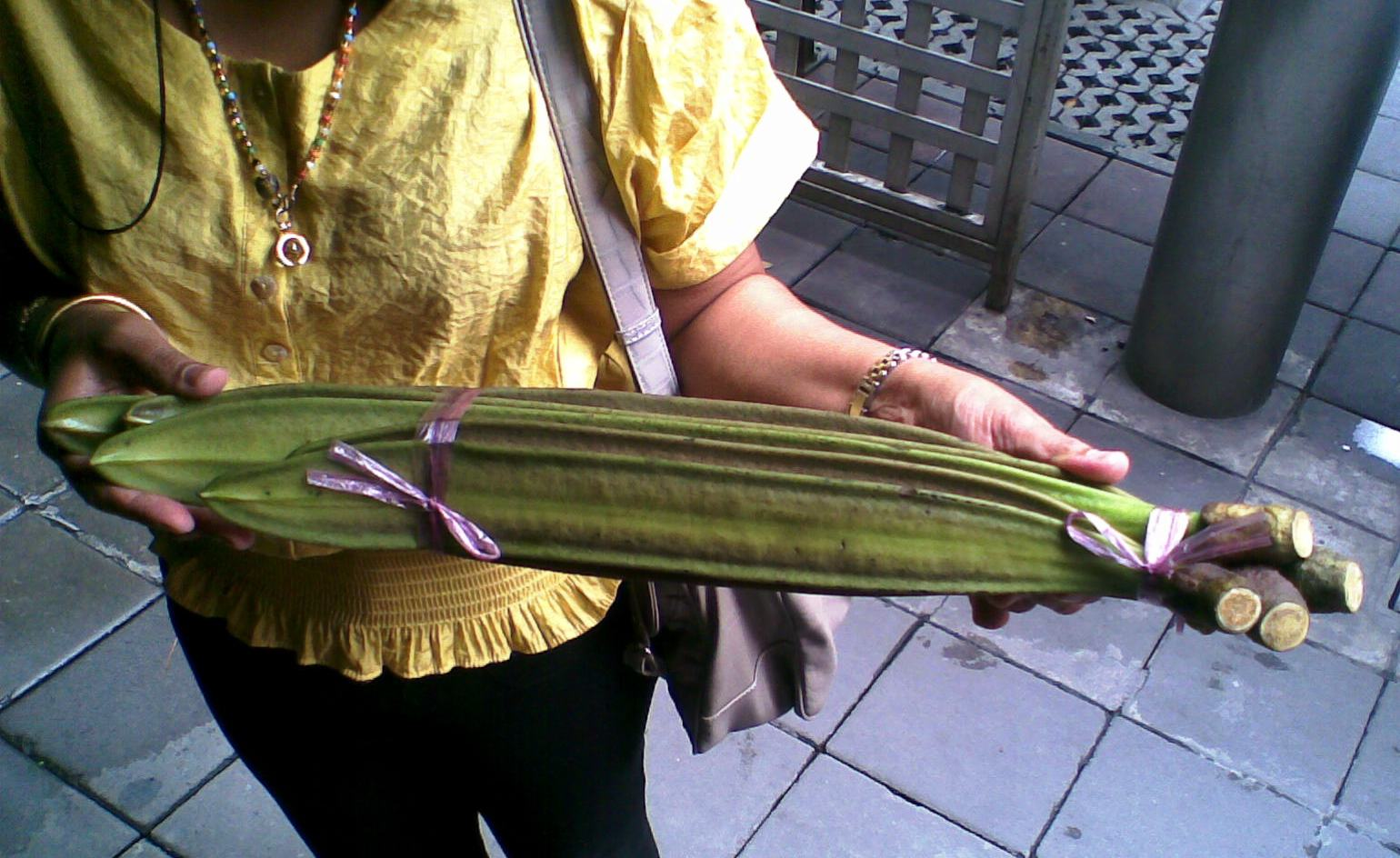
Junge Früchte auf dem Markt
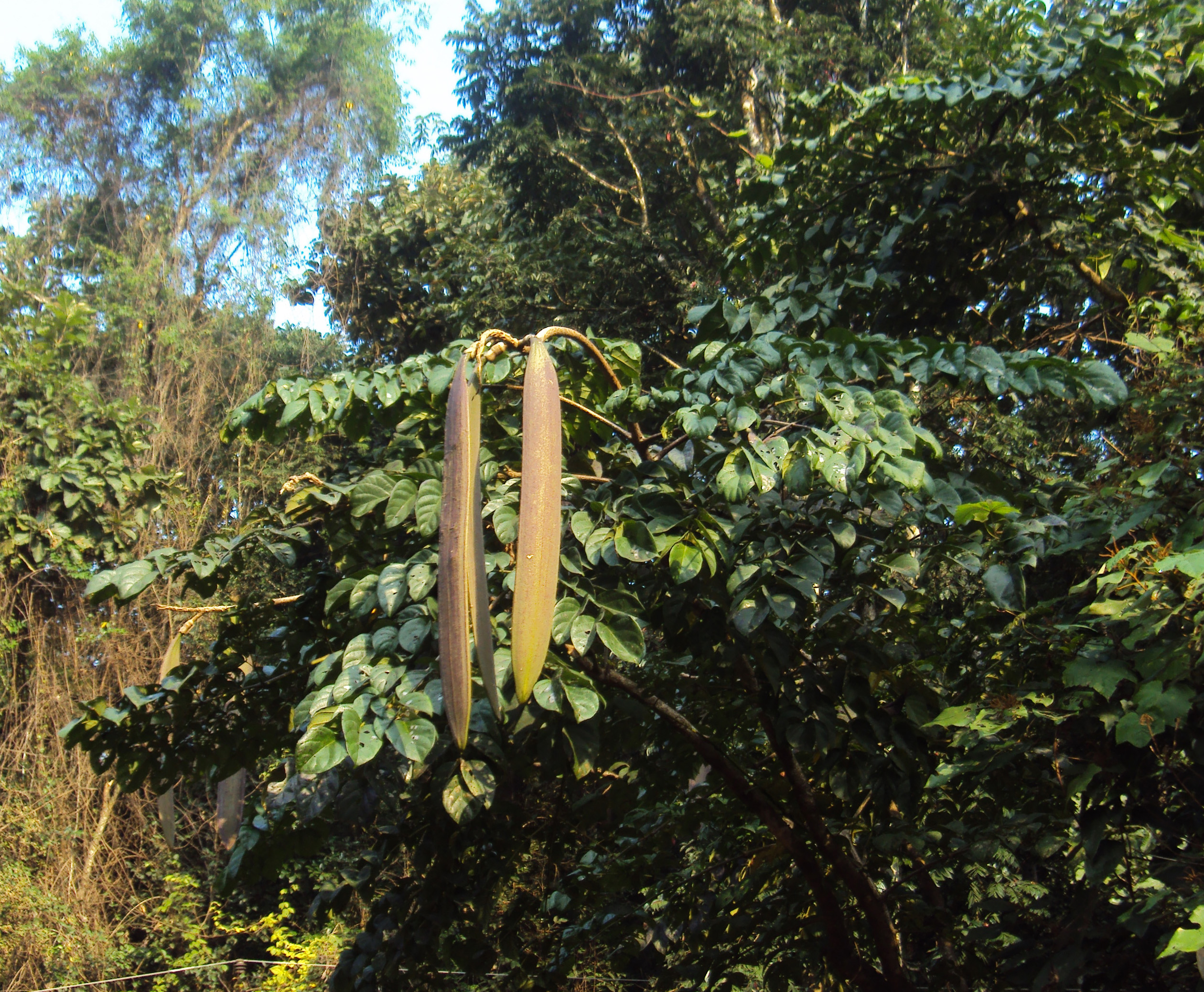
Früchte

## Systematik
Die Erstveröffentlichung erfolgte 1753 unter dem Namen (Basionym) Bignonia indica durch Carl von Linné in Species Plantarum, Tomus II, Seite 625. Die Neukombination zu Oroxylum indicum (L.) Benth. ex Kurz wurde 1877 durch Wilhelm Sulpiz Kurz in Forest Flora of British Burma, Band 2, Seiten 237–238. Die Gattung Oroxylum wurde 1808 durch Étienne Pierre Ventenat in Dec. Gen. Nov., Seite 8 aufgestellt.
Die Gattung Oroxylum Vent. gehört zur Tribus Oroxyleae A.H.Gentry ex Reveal & L.G.Lohmann innerhalb der Familie der Bignoniaceae.

## Verwendung
Die Früchte sind essbar, die jungen werden gekocht und die älteren gegrillt. Auch die Samen werden gegessen, die jungen gegrillt und die reifen werden in Getränken verwendet.
Auch die jungen Blätter, die Blüten und Knospen werden verzehrt, entweder roh oder gekocht.
Die Samen, Blätter und die Rinde werden medizinisch genutzt.
Die Samen können auch als Füllmaterial genutzt werden.
Das weiche und faserige Holz wird nur wenig genutzt. Es kann zur Papierherstellung oder für Streichhölzer verwendet werden.